# Caio Coceio Balbo
Caio Coceio Balbo (em latim: Gaius Cocceius Balbus) foi um político da gente Coceia da República Romana nomeado cônsul sufecto em 39 a.C. com Públio Alfeno Varo.

## Carreira
Balbo pertencia à quase desconhecida gente Coceia, de origem úmbria, da qual saíram muitos aliados de Marco Antônio, entre generais, diplomatas, como Lúcio Coceio Nerva, e dois consulares: Caio Balbo e Marco Coceio Nerva, cônsul em 36 a.C..
Foi nomeado cônsul sufecto em 39 a.C. no lugar de Lúcio Márcio Censorino. Segundo Dião Cássio, foi cônsul num ano que os triúnviros, com o objetivo de financiar seus exércitos, introduziram novos impostos e inscreveram como membros do Senado Romano não apenas aliados romanos, mas também veteranos e filhos de libertos. O mesmo Dião conta que, desde 39 a.C., nas assembleias anuais já não se elegiam mais dois cônsules, mas muito mais. Desta forma, nenhum cônsul, daí pra frente, era eleito para um ano inteiro.
No ano seguinte, foi enviado por Antônio para ser procônsul da Macedônia ou legado na Grécia e foi aclamado imperator por suas tropas.
Ele abandonou finalmente Antônio às vésperas da última guerra civil da República ao apoiar Otaviano depois do divórcio de Antônio e Otávia, irmã dele.